# Bombylella iridis
Bombylella iridis är en tvåvingeart som först beskrevs av Greathead 1967.  Bombylella iridis ingår i släktet Bombylella och familjen svävflugor. Inga underarter finns listade i Catalogue of Life.